# Карабулацький сільський округ (Алгинський район)
Карабула́цький сільський округ (каз. Қарабұлақ ауылдық округі, рос. Карабулакский сельский округ) — адміністративна одиниця у складі Алгинського району Актюбінської області Казахстану. Адміністративний центр — село Карабулак.
Населення — 576 осіб (2021; 761 у 2009, 1220 у 1999, 1205 у 1989).
Станом на 1989 рік існувала Карабулацька сільська рада (села Амангельди, Карабулак).

## Склад
До складу округу входять такі населені пункти:
| Населений пункт  | Стара назва | Населення, осіб (1989) | Населення, осіб (1999) | Населення, осіб (2009) | Населення, осіб (2021) |
| ---------------- | ----------- | ---------------------- | ---------------------- | ---------------------- | ---------------------- |
| Амангельди, село | -           | 214                    | 306                    | 231                    | 124                    |
| Карабулак, село  | -           | 991                    | 914                    | 530                    | 452                    |